# Horst-Dieter Westerhoff
Horst-Dieter Westerhoff (* 19. Juli 1941 in Iserlohn) ist ein deutscher Beamter und Professor im Ruhestand.

## Leben
Westerhoff machte am mathematisch-naturwissenschaftlichen Gymnasium in Hohenlimburg sein Abitur und studierte Volkswirtschaftslehre an der Westfälischen Wilhelms-Universität in Münster und promovierte  dort bei Ernst Helmstädter. Von 1969 bis 1975 arbeitete er am Rheinisch-Westfälischen Institut für Wirtschaftsforschung in Essen. Von dort wechselte er als Mitarbeiter in die CDU/CSU-Bundestagsfraktion und war dort u. a. für die politischen Zusammenarbeit mit der EVP-Fraktion im Europaparlament zuständig. Von 1989 bis zu seinem Ruhestand im Jahre 2006 war er als Referats- und Gruppenleiter im Bundeskanzleramt tätig. Dort war er zunächst für Fragen der deutschen Wiedervereinigung wie z. B. die deutsche Wirtschafts- und Währungsunion und danach für den Maastrichter Vertrag (Einführung des Euro und europäische Industriepolitik) zuständig. Später leitete er die Gruppe Gesellschaftspolitik des Amtes und bereitete die erste Islamkonferenz im Bundeskanzleramt vor. 2006 wurde Westerhoff zum Professor für Volkswirtschaftslehre und Politische Ökonomie an der Steinbeis Hochschule Berlin berufen.
Westerhoff war neben seinen hauptamtlichen Tätigkeiten von 1986 bis 2018 Mitglied und stellvertretender Vorsitzender des Aufsichtsrates der LVM Versicherung Münster. 1996 wurde er zum Honorarprofessor für das Fach Statistik an der Universität Duisburg-Essen ernannt. Von 2012 bis 2015 war er Aufsichtsratsvorsitzender der Commen Sense Solution AG in Berlin. Beratende tätig war er als Mitglied des wissenschaftlichen Beirates des Statistischen Bundesamtes Wiesbaden, als Mitglied des Beirates des „InGeoForums“, Darmstadt und als Mitglied des Beirates des „Instituts Risk &und Compliance Management“ der Steinbeis-Hochschule Berlin. Er ist geschäftsführendes Vorstandsmitglied der Gesellschaft zum Studium strukturpolitischer Fragen in Berlin.

## Ehrungen und Auszeichnungen
- 2011 Verdienstorden der Bundesrepublik Deutschland.[5]